# Xanthichthys lineopunctatus
 Xanthichthys lineopunctatus és un peix teleosti de la família dels balístids i de l'ordre dels tetraodontiformes.

## Morfologia
Pot arribar als 30 cm de llargària total.

## Distribució geogràfica
Es troba des de les costes de l'Àfrica oriental fins a Sud-àfrica al sud, i fins al nord-oest d'Austràlia i les Ryukyu a l'est.